# 桂文三 (3代目)
3代目 桂 文三（かつら ぶんざ、1859年（安政6年） - 1917年（大正6年）7月16日）は上方落語の落語家（上方噺家）。俗に「赤俥の文三」「盲目の文三」。本名: 高田留吉。享年59（数え年）。

## 来歴
大坂・船場安土町丼池（現・大阪市中央区）の上番匠の子。早くに父を亡くし、放蕩生活を送る。年少時から芸事に通じ、最初は芝居の唄歌いになるつもりだった。3代目桂文吾門下で吾市、のち2代目桂文昇門下で當昇を名乗る。その後、2代目林家木鶴の持ち席の天満亀の池の木鶴席の前叩きに出るのを師匠に反対され、「昇」の字を返上し當笑を名乗り、京都幾代席に出勤していた。1886年（明治19年）4月ころから9月まで2代目林家染丸を名乗り、京都で活動していた（なお、この染丸は代数に入れず）。
ほどなく初代桂文團治の誘いで帰阪するが、ほどなくして文團治が没したので、2代目桂文枝門下で初代桂扇枝となり、法善寺東の席（後の金澤亭）に出る。それまでは美声を活かした音曲噺を得意にしていた。しかし、喉を痛めたことから「松づくし」という踊りで人気を集め、成功する。これは、碁盤の上に山桐一本歯の下駄をはき、両手両足、果ては顔にまで、松模様の金泥の扇子を広げる技巧的な踊りである。またはじめたころはバランスがなかなか上手くいかず、下駄屋出身2代目桂梅枝（「オッペケペーの梅枝」）が特製の山桐一本歯の下駄を製作し踊ったところ上手くいき十八番にした。
人気者となった扇枝は、1894年（明治27年）に、3代目桂文三を襲名。赤い人力車を乗り回し、金の鎖や指輪を見せびらかしては、派手な衣装の影から刺青をちらつかせたりする文三の振る舞いは、非難も浴びたが、耳目を集めて人気を取ることを目的としていた。赤い人力車は、後に初代桂春団治のエピソードに付会されたとされる。
1908年（明治41年）、師と衝突して桂派を除名され、再び京都に移る。翌年、桂派に復帰するも長続きせず、1910年（明治43年）8月、三友派に移籍するなど、落ち着きがなかった。
1914年（大正3年）ころには脳脊髄を病み、両眼失明の憂き目に遭う。晩年には法善寺紅梅亭席主・原田政吉の自宅へ引き取られ、世話を受けていた。1917年（大正6年）、師の一周忌法要を施主として勤め、遺言により2代目桂文左衛門を襲名予定であった。また文三会と称して得意ネタを一席ずつ演じネタが尽きたら引退し売り上げを余生の資金するという独演会を計画したが、その矢先に心臓麻痺で死亡した。
桂派の真打として一世を風靡したが、晩年は悲惨で、失明のため板付き（高座に座り通しで、幕の開閉によって一席を開始・終了すること）であった。3代目桂米朝が橘ノ圓都から聞いた話として紹介しているところでは、堺かどこかの寄席でトリとして高座に上がった際に、その前まで少しいた客も帰ってまったくの空席となり、囃子方で控えていた圓都が「お師匠はん、お客さん一人も居やはらしまへんで」と言うと「え、一人も居やはらへんのか」と絶句して、実に淋しそうな表情をしたという。だが、失明後の時期の方が芸のあくが抜けて、名人と評されたのは皮肉であった。その上手さについては、当時人気実力一番の初代春団治が、「師匠の後の高座には俺の無茶な芸では、素面ではよう出られへん。」と酒を飲んで出たというエピソードが残されている。
ネタの多くは病気がちの2代目桂文三を車夫をしながら覚えたという。
新作も物にし、今もしばしば演じられる『ぜんざい公社』の原型となった『改良善哉』は、この3代目文三の作である。その他にも『百年目』『植木屋娘』等を得意とした。
墓所は大阪四天王寺（壽法寺）。
弟子には、実子でもある4代目桂文三のほか、初代桂ざこば、5代目桂小文吾、2代目桂扇枝、3代目桂扇枝、桂團丸、桂三五郎、桂文雀、桂次郎坊、4代目三遊亭圓馬、4代目古今亭今輔らがいる。